# Церковь Святой Рипсиме (Барнаул)
Церковь Святой Рипсиме (арм. Սուրբ Հռիփսիմե եկեղեցի, Сурб Рипсиме екехеци) — храм армянской апостольской церкви в городе Барнаул, Алтайского края России.

## История
Строительство церкви Сурб Рипсиме началось по инициативе армянской общины Алтайского края. В 2001 году епископ Ново-Нахичеванской и Российской епархии Армянской Апостольской церкви Езрас освятил фундамент. Средства на строительство церкви получили на пожертвования армян Алтайского края, жителей Армении и представителей армян, проживающих в других краях России.

### Открытие
Согласно официальной статистике, в Барнауле проживает 15 000 армян. На открытии церкви, 15 октября 2008 года присутствовало около тысячи человек. Приехали армяне из других регионов Сибири. На церемонию освящения прибыли Католикос Гарегин II во главе делегации духовных лиц Армянской церкви. Католикос Гарегин II провел обряд освящения — священным маслом миро окропил алтарь, купель, стены храма. Церемония сопровождалась песнопениями на армянском языке.
На открытии церкви Гарегин II заявил:

Любовь к Господу и твердость веры христиан сегодня воплотились здесь, народ своими молитвами сохранит дорогу к храму и сделает процветающей замечательную страну Россию и её боголюбивый народ. Истории нашего братства — века, и это братство делает вашу благословенную землю сокровенной. Мы возносим молитвы, чтобы свет и вера, раздающиеся со святого алтаря, сеяли зерна добра, чтобы не иссякла благодарность армянской диаспоры радушным сибирякам и властям города и края за этот дар нашему народу.

После этого, Католикос всех армян посадил деревья на площадке перед храмом. Гарегин II раздавал крестики и благословлял армян, поздравляя их с освящением нового божьего дома.
Его преосвященство епископ Барнаульский и Алтайский Максим вручил Гарегину II цветы, подчеркнув веками сложившееся взаимопонимание обеих церквей — армянской и русской, и их давнюю дружбу. Епископ Максим считает главной духовной ценностью армянского и русского народов — их духовное родство.

## Современное состояние
В день освящения церкви, то есть каждое 19 октября, в храме проходят службы.